# Chuck Evans
Charles Lee „Chuck“ Evans (* 17. Dezember 1971 in Atlanta, Georgia) ist ein deutscher Basketballtrainer, der gebürtig aus den USA stammt. Evans besitzt seit 2003 die deutsche Staatsbürgerschaft.

## Spieler am College
Evans begann sein Studium in Virginia an der Old Dominion University und wechselte später nach Mississippi, so dass er aufgrund der Regularien der NCAA ein Jahr als Spieler pausierte. Für die Bulldogs der MSU erzielte er im Schnitt acht Assists pro Spiel und platzierte sich in der ewigen Bestenliste der Hochschulmannschaft bei den Vorlagengebern unter den ersten zehn Spielern, zudem war er bei Assists pro Spiel bei den Bulldogs allein fünfmal in der Bestenliste vertreten. In der Basketball-Bundesliga erzielte er insgesamt 1809 Punkte.

## Profikarriere
Nach dem College spielte Evans in der USBL für die Trojans seiner Heimatstadt, die 1994 und 1995 jeweils im Meisterschaftsfinale dieser Liga unterlegen waren. In der Saison 1994/95 hatte Evans ein Engagement beim russischen Spitzenklub ZSKA Moskau, der in jener Saison die russische Meisterschaft gewann. Nach weiteren Engagements in der USBL und in der International Basketball League in seinem Geburtsland wechselte Evans 1998 nach Hagen in die deutsche Basketball-Bundesliga. Mit knapp 15 Punkten und über 7 Assists pro Spiel kamen auch hier seine Stärken zum Vorschein, die er in der Play-off-Qualifikationsrunde gegen die siegreichen Giants aus Leverkusen sogar noch etwas steigern konnte, wo er in zwei Spielen fast 25 Punkte und über 8 Assists im Schnitt hatte. Zur folgenden Saison wurde er von Leverkusen verpflichtet und erreichte mit den Giants das Finale um die Deutsche Meisterschaft, welches 2000 gegen den damaligen Serienmeister Alba Berlin verloren ging. Im Pokal-Endturnier wurde der dritte Platz erreicht.
Das Fachblatt Basketball stufte ihn im Sonderheft vor der Saison 2000/01 als „sehr flinken Aufbauspieler“ und „guten Passgeber“ ein, dessen Einsatzbereitschaft kaum zu übertreffen sei. In der Saison 2000/01 schied er mit Leverkusen bereits im Meisterschafts-Halbfinale gegen die Telekom Baskets Bonn aus. In seinen beiden Leverkusener Jahren kam Evans auf 70 Bundesliga-Einsätze (13,1 Punkte/Spiel).
Evans verließ Deutschland 2001 in Richtung Frankreich und spielte später in Polen, bevor er Anfang 2003 zu Brandt Hagen zurückkehrte. Hagen konnte sich in der Saison 2002/03 nicht für die Play-offs um die deutsche Meisterschaft qualifizierten, verteidigte aber in der Qualifikationsrunde seinen neunten Platz erfolgreich. In der Saisonpause stand Evans vor einem Wechsel nach Griechenland, bevor er doch noch nach Hagen zurückkehrte. Nach der Insolvenz der Hagener im Dezember 2003 spielte er schließlich für den Rest der Saison 2003/04 als Ergänzungsspieler (durchschnittlich 10 Minuten Spielzeit pro Spiel) für den Serienmeister Alba Berlin, der zum ersten Mal nach sieben Jahren die Meisterschaft verpasste und als Hauptrundenerster im Halbfinale gegen GHP Bamberg ausschied.
In der folgenden Saison spielte Evans zunächst in Spanien, bevor er zum Jahreswechsel in die BBL nach Karlsruhe wechselte. Auch bei der BG Karlsruhe war Evans kein fester Bestandteil der Anfangsaufstellung mehr, so dass seine Spielanteile bei gut 20 Minuten Spielzeit, zwei bis drei Assists und knapp fünf Punkte im Schnitt stagnierten. Nach einem Abstecher nach Irland war Evans in der 2. Basketball-Bundesliga in der Saison 2006/07 als erfahrener Aufbauspieler kurzzeitig für die Nachwuchsschmiede aus Ehingen tätig, die ihre Spieler hauptsächlich aus dem Internat der Urspringschule holte. Evans bekam jedoch ein Angebot aus Trier, höherklassig zu spielen und war so noch einmal für vier Spiele in der Bundesliga aktiv. Nachdem der vierwöchige Probevertrag nicht verlängert worden war, wechselte Evans in die Nordgruppe der 2. Liga zum MBC aus Weißenfels. Zum Saisonbeginn 2007/08 unterschrieb Evans einen zweijährigen Vertrag beim West-Regionalligisten BSG Grevenbroich. Noch vor dem Saisonbeginn bat er um die Auflösung seines Vertrages, um sein Studium in Großbritannien abschließen zu können und setzte seine Spielerkarriere bei den Wolves in Worcester fort. In der darauffolgenden Saison spielte er noch für zwei weitere britische Vereine, bevor er zu Saisonbeginn 2009/10 als Trainer nach Worcester zurückkehrte.

## Trainer
Sein erstes Engagement als Trainer bei den Worcester Wolves wurde von Rassismus-Vorwürfen überschattet, demzufolge Evans pauschal die Einstellung der hellhäutigen Spieler kritisiert haben soll. In der Folge wurde Evans bei den Wolves entlassen und übernahm den durch die Entlassung von Keith Gray freigewordenen Trainerposten beim deutschen Regionalligisten BSW Sixers aus Sandersdorf. Ende September 2010 entschied sich Evans, von seinem Posten als Headcoach Abstand zu nehmen und kehrte mit seiner schwangeren Frau in die USA zurück. Sein Nachfolger in Sandersdorf wurde Stephen Arigbabu.